# السياحة في جنوب إفريقيا

## السياحة في جنوب أفريقيا

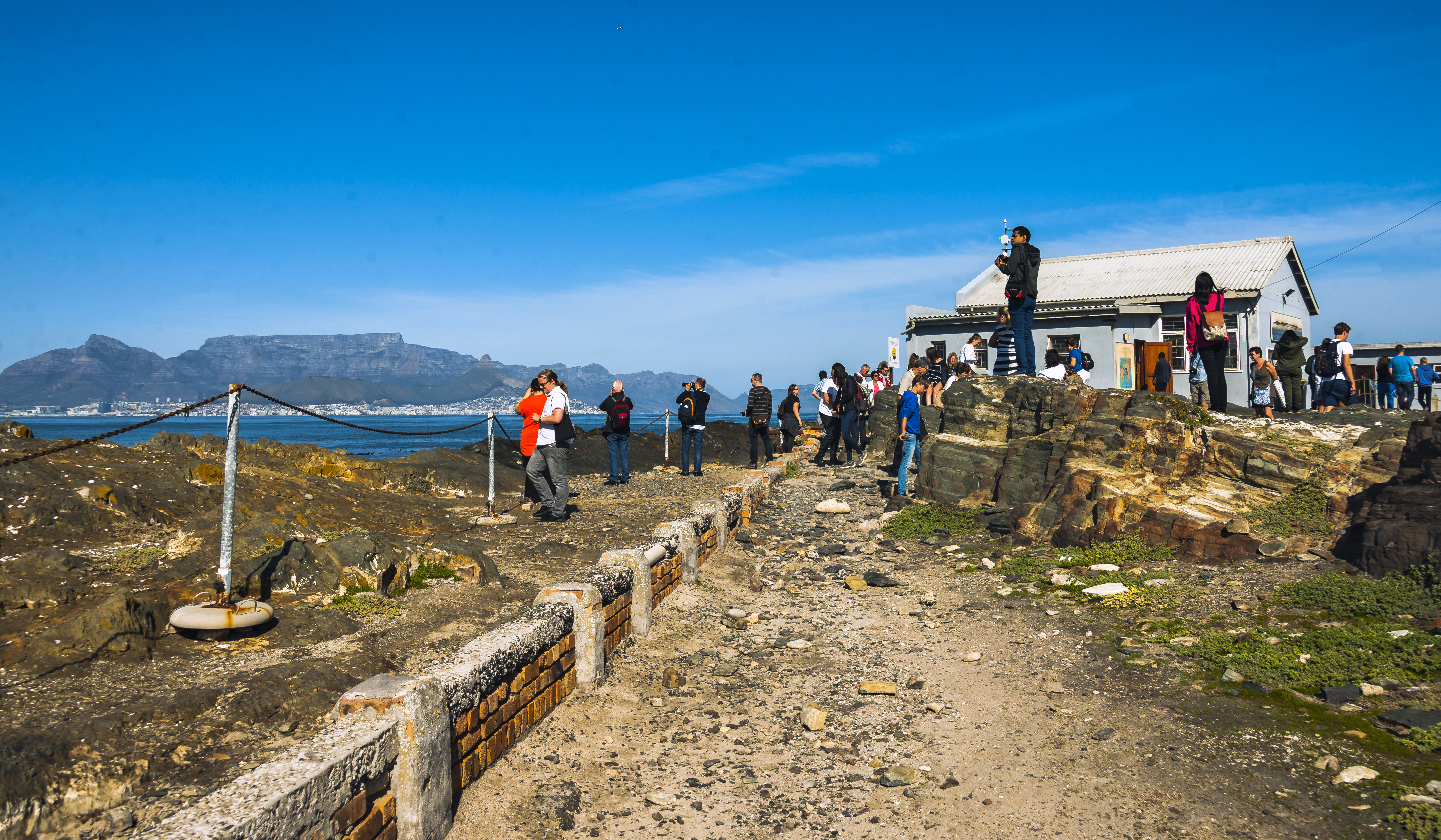
مجموعة سياح مطلون من جزيرة روبن على منطقة كيب وجبل تيبل

تعد جنوب أفريقيا وجهة سياحية. وهي مصدر عائد ضروري للدولة، وذلك لأهميتها في الصناعة. وطبقا للمجلس العالمي للسفر والسياحة، فإن السياحة ساهمت ب 102 مليار لجنوب افريقيا عام 2012، حيث تمثل صناعة السياحة 2.34٪ من الناتج المحلي الإجمالي. وهي تدعم 10.3% من وظائف الدولة. ويطلق على وكالة التسويق الوطنية الرسمية لحكومة أفريقيا الجنوبية مسمى (السياحة في جنوب أفريقيا)، والتي تهدف إلى تعزيز السياحة في أفريقيا محليا وعالميا.
و تقدم جنوب أفريقيا لكل من السياح المحليين والدوليين خيارات متنوعة وكثيرة، من بينها المناظر الطبيعية الخلابة والملاهي والتراث الثقافي المتنوع والخمور التي تحظى بتقدير كبير، وبعضا من المتنزهات الوطنية التي تعد أكثر الوجهات شهرة مثل: حديقة كروجر الوطنية الواسعة وسواحل إقليمي كوازولو- ناتال وكيب الغربية وشواطئهما، بالإضافة إلى المدن الكبيرة مثل: كيب تاون وجوهانسبرغ ودوربان.
ووفقا لآخر الدراسات الإحصائية للسياحة والهجرة في جنوب أفريقيا، فإن ما يقارب 3.5 مليون مسافر دخلوا البلد في شهر أغسطس لعام 2017 . وأكبر عدد للسياح من الذين زاروها كانوا قادمين من أكبر خمس دول خارجية وهي الولايات المتحدة الأمريكية والمملكة المتحدة وألمانيا وهولندا وأخيرا فرنسا. بينما معظم السياح يصلون لجنوب أفريقيا من مناطق أخرى في أفريقيا كبلدان مجموعة التنمية للجنوب الأفريقي. وتترأس زيمبابوي القائمة ب 31% وتتبعها بعد ذلك ليسوتو وموزمبيق وسوازيلاند وبوتسوانا. وكانت نيجيريا البلد الأكثر عبورا لما يقارب 30% من الوافدين.

## عوامل الجذب
التنوع البيولوجي والسياحة البيئية

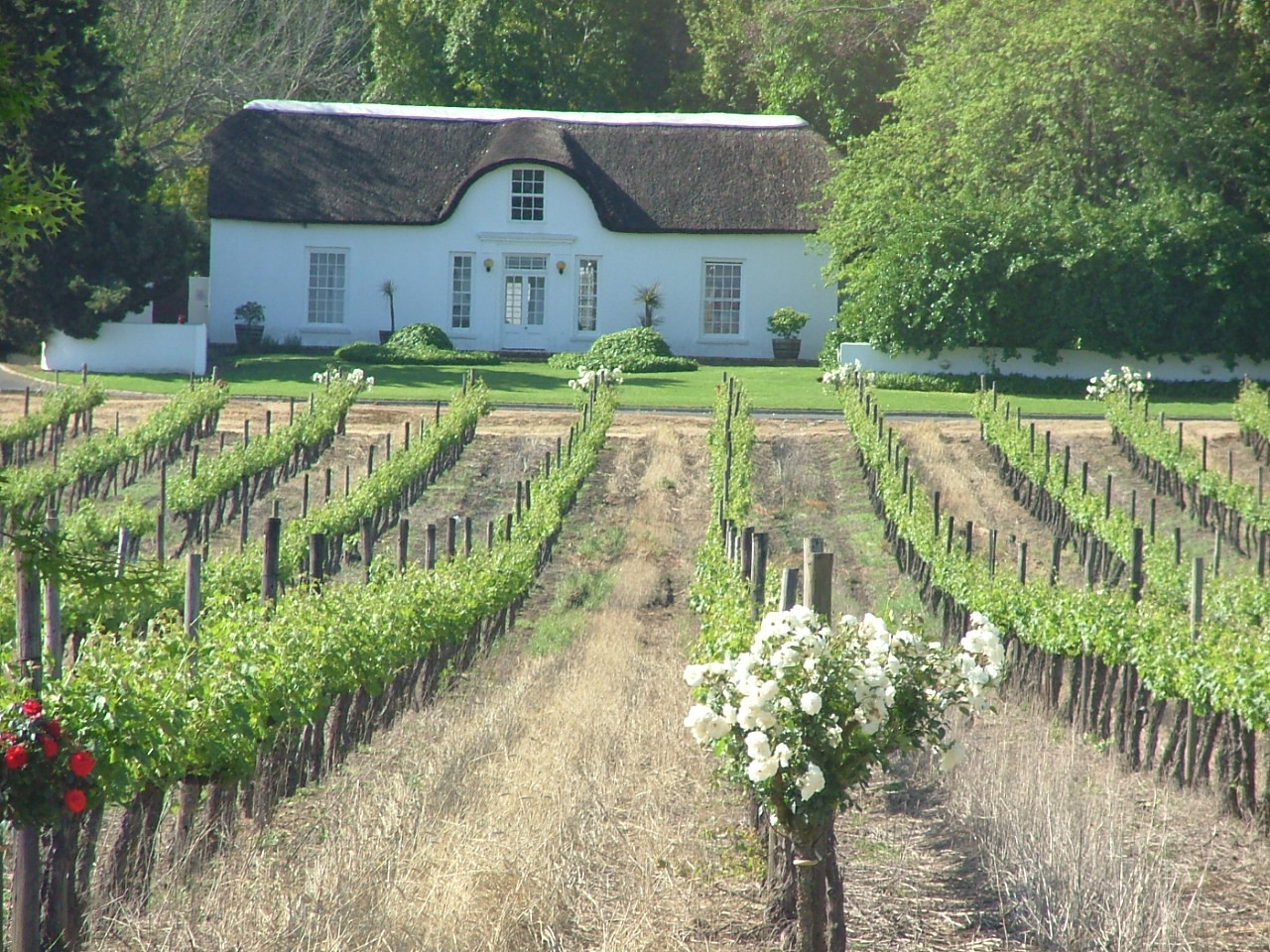
حقل ما في فرانشويك، كيب الغربية

تصنف أفريقيا الجنوبية على أنها البلدة السادسة من بين سبعة عشر بلدة التي تتسم بـ التنوع البيولوجي الشديد. وهي موطن للكثير من أنواع الحيوانات. ومن ضمن الثدييات الضخمة الموجودة في بوشفلد الشمالية: الأسود والنمور والفهود ووحيد القرن الأبيض والحيوانات البرية ذو اللون الأزرق والكودوس والظباء والضباع وفرس النهر وكذلك الزرافات. وتمتد مساحة كبيرة من بوشفلد في الجزء الشمالي الشرقي، تتضمن حديقة كروجر الوطنية - التي تعد واحدة من أكبر المحميات في أفريقيا - وأيضا محمية سابي الرملية. وتم إنشاء حديقة كروجر الوطنية في عام 1926، حيث تعد واحدة من أكثر الحدائق الوطنية زيارة في تلك البلدة. فوصل مجموع أعداد زوارها في الفترة 2014/15 إلى 1659793 سائح.
وتتميز الدولة أيضا بغناها بشكل خاص بالنباتات بمختلف أنواعها، بما في ذلك التنوع الواسع في المناطق الحيوية المنتشرة في أنحاء البلدة. وتغطي الأراضي العشبية والنباتات المستوطنة ذات النواة الدقيقة الموجودة في هايفيلد وعصاري كارو الموجودة في وسط أفريقيا الجنوبية غالبية  المنطقة وكذلك البيئة النباتية في منطقة كيب المزهرة الموجودة داخل منطقة كيب الغربية. وتمت حماية هذه المنطقة النباتية النادرة باعتبارها جزءا من حديقة جبل تيبل الوطنية (والتي تحوي كذلك جبل تيبل ذو القمة المسطحة). كانت هذه الحديقة أكثر حديقة تمت زيارتها في أفريقيا الجنوبية في العامين 2014/15، ووصل عدد زوراها 2677767
السياحة البيئية

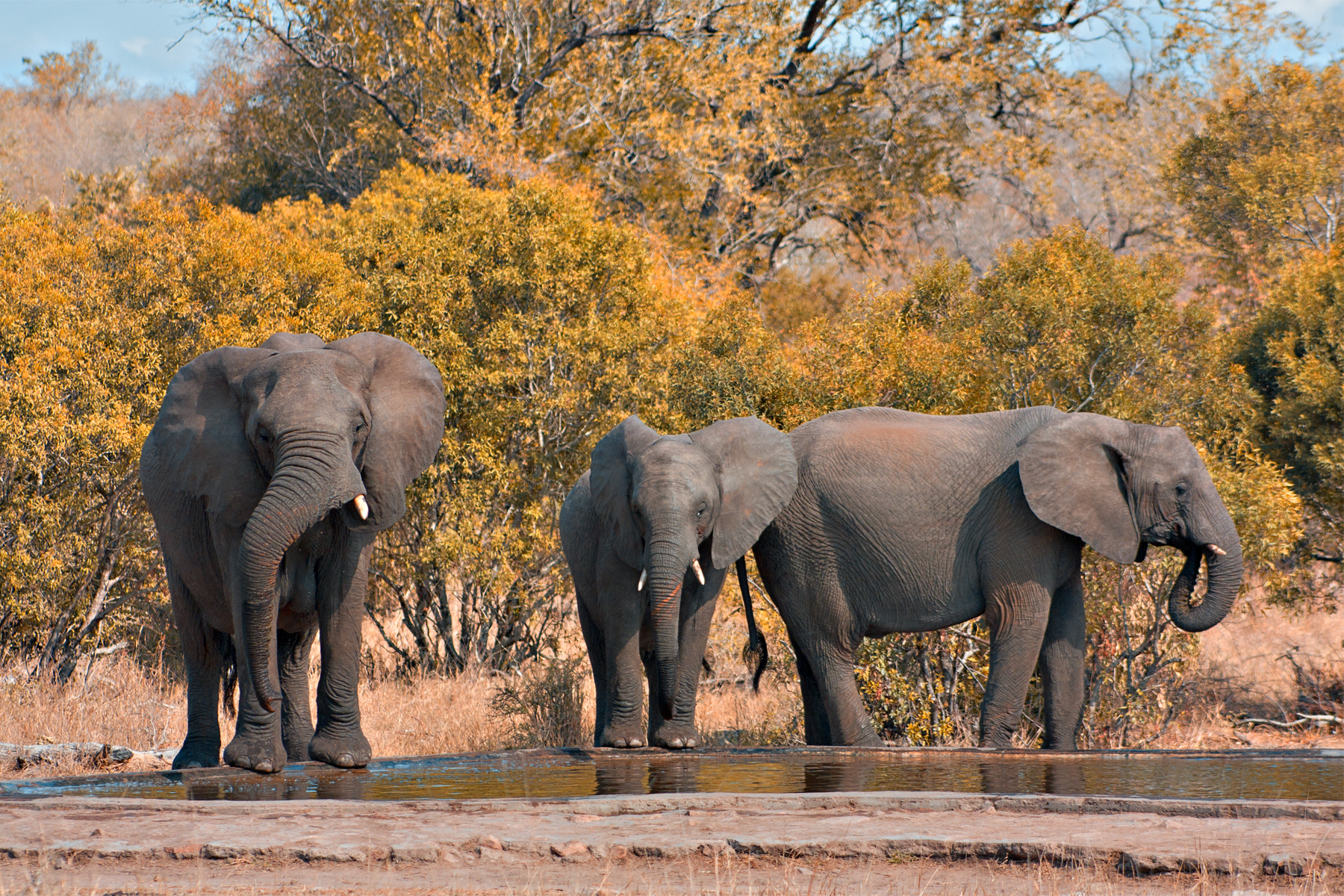
عائلة من الفيلة في بئر مائي اصطناعي في حديقة كروجر الوطنية

من الصعب معرفة ما إن كان هناك ضبط لمصطلح «السياحة البيئية» فضلا عما المؤسسة / الجمعية / الشركة بحاجة لفعله لتنضم إلى سلسلة «السفر البيئي». ومع ذلك، فهناك جمعية غير ربحية تمثل القطاع الخاص ل «صناعة السياحة الوافدة في أفريقيا الجنوبية» وهي مجموعة كبيرة يطلق عليها مسمى جمعية الخدمات السياحية في جنوب أفريقيا. وكرّست هذه الجمعية نفسها لتوفير وإبقاء أعلى المعايير الممكنة لصناعة السياحة داخل أفريقيا الجنوبية. وتركز هذه الجمعية على عدة نقاط وهي مسؤولية مراقبة جودة صناعة السياحة في جنوب أفريقيا مع الشركات والجمعيات المتصلة بها. بالإضافة إلى هذه الجمعية، قام موقع ما بعمل شراكة مع قطار الأنفاق وسوق السفر العالمي ومجلة رحلة التجارة، مما أدى إلى تأسيس جوائز السياحة العالمية المسؤولة. والهدف من هذه الجوائز هو «شكر الأفراد والشركات والمنظمات لصناعة السياحة على التزامهم الكبير بثقافة واقتصاد المجتمعات المحلية وتقديمهم المساهمة الإيجابية في الحفاظ على التنوع البيولوجي».
  مناطق الجذب الثقافية
إضافة إلى عوامل الجذب الطبيعية الهائلة في جنوب أفريقيا فهي تفخر أيضا باحتوائها على مناطق جذب ثقافية مهمة كثيرة. وتشمل هذه المناطق الكهوف الحاملة للأحافير التي تشكل جزءا من نشأة جنس البشر في غوتنغ، وكذلك أنقاض مملكة موبنقوبوي الواقعة في شمال ليمبوبو. وتتضمن كذلك طرق النبيذ الواقعة في منطقة كيب الغربية وغيرها من الأماكن التاريخية في مدينتي كيب تاون وجوهانسبرغ (مثل: جزيرة روبن وقلعة الأمل الجميل وبلدة سويتو).
مواقع اليونسكو للتراث العالمي
تم إدراج مناطق جنوب أفريقيا الثمانية ضمن قائمة اليونسكو للتراث العالمي، إضافة إلى حديقة سانت لوسيا ويتلاند الكبيرة وحديقة أكهاهلامبا دراكنزبرج الواقعتين في كوازولو- ناتال وكذلك مسقط رأس المناضل والرئيس السابق نيسلون مانديلا قرية مكهيكيزويني، وشاربفيل في محافظة ترانسفال حيث حصلت مجزرة، أصبحت في ما بعد نقطة تحوّل في تاريخ جنوب إفريقيا خلال فترة الفصل العنصري.

## سياسة التأشيرة
يلزم سياح جنوب أفريقيا تأشيرة من أحد البعثات الدبلوماسية الجنوب أفريقية، إلا في حالة قدومهم من أحد الدول المعفاة من التأشيرة، فبالتالي يحصلون على ما يدعى ب«تأشيرة دخول الميناء». وعلى الزوار المطالبين بالتأشيرة أن يتقدموا بطلب شخصي وأن يقدموا البيانات الحيوية المطلوبة.

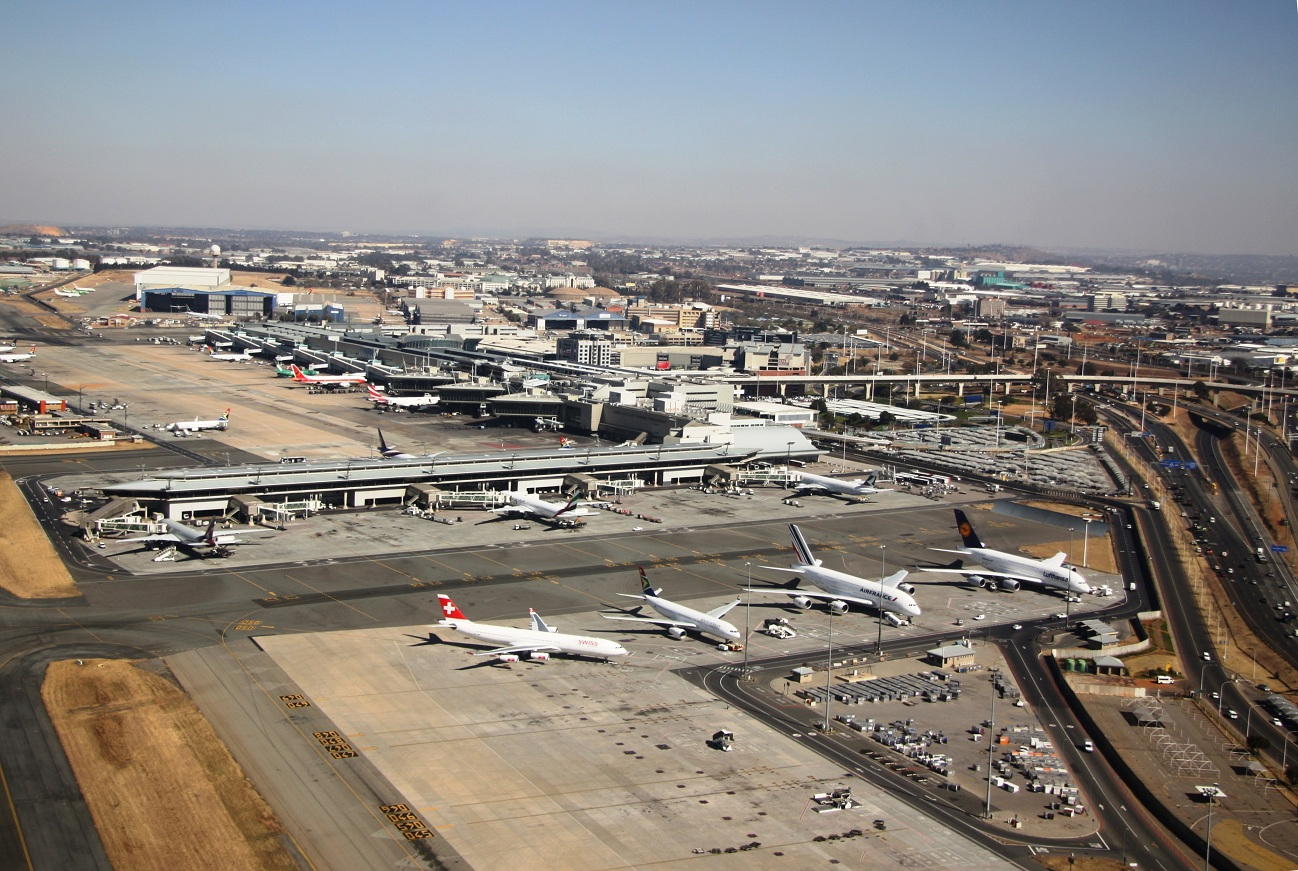
مطار أوتامبو الدولي في جوهانسبرغ والذي يعتبر أحد الموانئ الرئيسية لدخول البلاد

## الإحصائيات
وصل إجمالي عدد السياح الذين دخلوا جنوب أفريقيا 9549236 سائح في عام 2014، وذلك يشير إلى زيادة تصل إلى 0.1% عما كان عليه الحال عام 2013، حيث كان عدد السياح 9536568، وتم تسجيل أعلى عدد للزوار  في شهر يناير من ذلك العام، بينما أقل عدد لهم تم حصره في شهر يونيو. وكان الغالبية العظمى من السياح (76.2%) الذين قدموا للبلدة مقيمين في بلدان مجموعة التنمية للجنوب الأفريقي، بينما 1.9% منهم جاءوا من بلدان أفريقيا الأخرى، و 23.6% كانوا زوارا من الدول الخارجية.